# Professore venga accompagnato dai suoi genitori
Professore venga accompagnato dai suoi genitori è un film del 1974, diretto da Mino Guerrini.

## Trama
Il liceo Manzoni di Roma vive, come molti istituti italiani di quegli anni, una fase di presa di posizione politica da parte di alcuni studenti. Alcuni di loro appartengono alla buona borghesia romana, o comunque a classe sociali elevate. Nonostante ciò, la loro scarsa voglia di dedicarsi pienamente allo studio li porterà a contestare alcuni professori, creando diverse situazioni goliardiche.